# Leptostylis spinescens
Leptostylis spinescens är en kräftdjursart som beskrevs av Gamo 1987. Leptostylis spinescens ingår i släktet Leptostylis och familjen Diastylidae. Inga underarter finns listade i Catalogue of Life.